# Mau-Meta (Maquili)
Mau-Meta (Maumeta) ist eine Aldeia auf der südostasiatischen Insel Atauro, die zu Osttimor gehört. 2015 hatte die Aldeia 335 Einwohner.

## Geographie
Die Aldeia Mau-Meta nimmt den Großteil des Sucos Maquili (Gemeinde Atauro) ein. Die anderen Aldeias Mau-Laku, Macelihu und Fatulela beschränken sich nur auf einen kleinen Bereich an der Küste im Osten. Westlich von Mau-Meta liegt der Suco Macadade, im Nordosten grenzt Mau-Meta an die Sucos Vila Maumeta und Beloi.
Die Siedlung Mau-Meta liegt im Zentrum der Aldeia.

## Einrichtungen
Freitags wird in Mau-Meta ein Markt abgehalten, auf dem Fisch, Ziegen, Gemüse und Hühner verkauft werden. Eine asphaltierte Straße verbindet Mau-Meta mit Biqueli im Norden der Insel.